# Central Romana Corporation
Central Romana Corporation, Ltd. es una empresa agroindustrial y turística con sede en la República Dominicana. La empresa es una subsidiaria de Fanjul Corp..

## Historia
Central Romana Corporation fue establecida en 1912 como una subsidiaria de South Puerto Rico Sugar Company. South Puerto Rico Sugar fue adquirida por Gulf+Western Industries en 1967, volviéndose parte de su división Gulf+Western Americas Corporation. En 1984, Gulf+Western Americas fue vendida a un grupo de inversores incluyendo a Carlos Morales Troncoso y los hermanos Fanjul.

## Controversias
En 2022, el gobierno de los Estados Unidos aplicó sanciones sobre Central Romana Corporation tras determinar que se había utilizado trabajo forzoso en el Central Romana. La empresa negó las acusaciones.